# Noordelijke langstaartmuisspecht
De noordelijke langstaartmuisspecht of guyanalangstaartmuisspecht (Deconychura longicauda) is een zangvogel uit de familie Furnariidae (ovenvogels). De vogel werd in 1868 geldig beschreven door de Oostenrijkse vogelkundige August von Pelzeln als soort uit het geslacht Dendrocincla. De soort is niet de meest noordelijke van de langstaartmuisspechten; dat is de kleine langstaartmuisspecht uit Midden-Amerika en Colombia.

## Kenmerken
De vogel is 19 tot 22 cm lang. Het is een overwegend grijs- tot roodbruine vogel die zich gedraagt als een specht. De roodbruine staartveren zijn puntig, de keel en borst zijn licht gestippeld en de stevige snavel is donkergrijs.

## Verspreiding en leefgebied
De soort komt voor in de Guyana's en het noorden van Brazilië. De leefgebieden liggen in vochtig, tropisch bos, ook permanent onder water staand bos in laagland onder de 500 meter boven zeeniveau.